# Duryea
Duryea es un borough ubicado en el condado de Luzerne en el estado estadounidense de Pensilvania. En el año 2000 tenía una población de 4,634 habitantes y una densidad poblacional de 325 personas por km².

## Geografía
Duryea se encuentra ubicado en las coordenadas 41°20′52″N 75°45′30″O / 41.34778, -75.75833.

## Demografía
Según la Oficina del Censo en 2000 los ingresos medios por hogar en la localidad eran de $32,207 y los ingresos medios por familia eran $41,775. Los hombres tenían unos ingresos medios de $32,715 frente a los $25,786 para las mujeres. La renta per cápita para la localidad era de $17,598. Alrededor del 8.1% de la población estaba por debajo del umbral de pobreza.